# Lithacodia aurata
Lithacodia aurata là một loài bướm đêm trong họ Noctuidae.